# Valbois
Valbois é uma comuna francesa na região administrativa de Grande Leste, no departamento de Meuse. Estende-se por uma área de 17,09 km². Em 2010 a comuna tinha 94 habitantes (densidade: 5,5 hab./km²).